# 목어

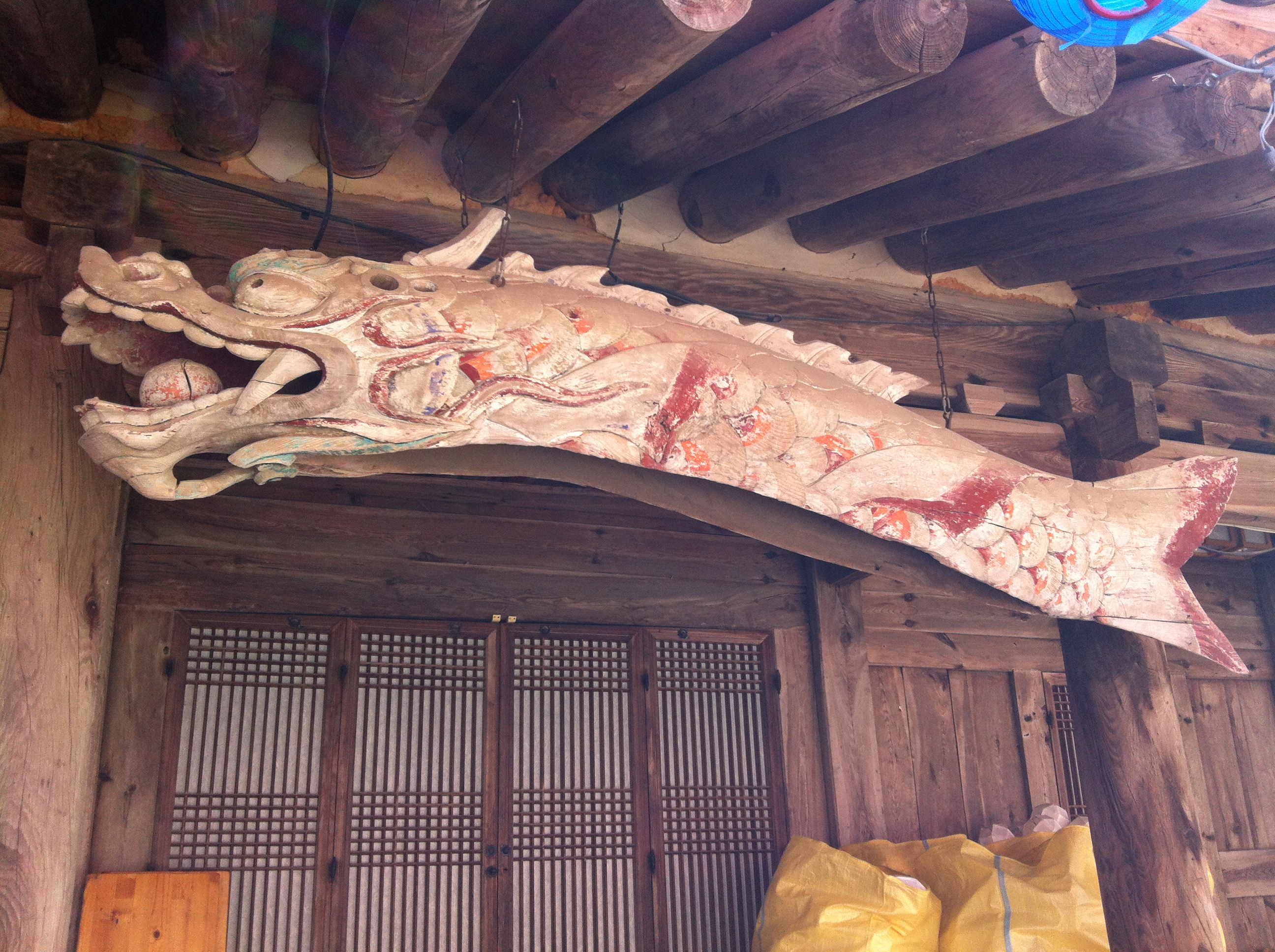
보광사의 목어

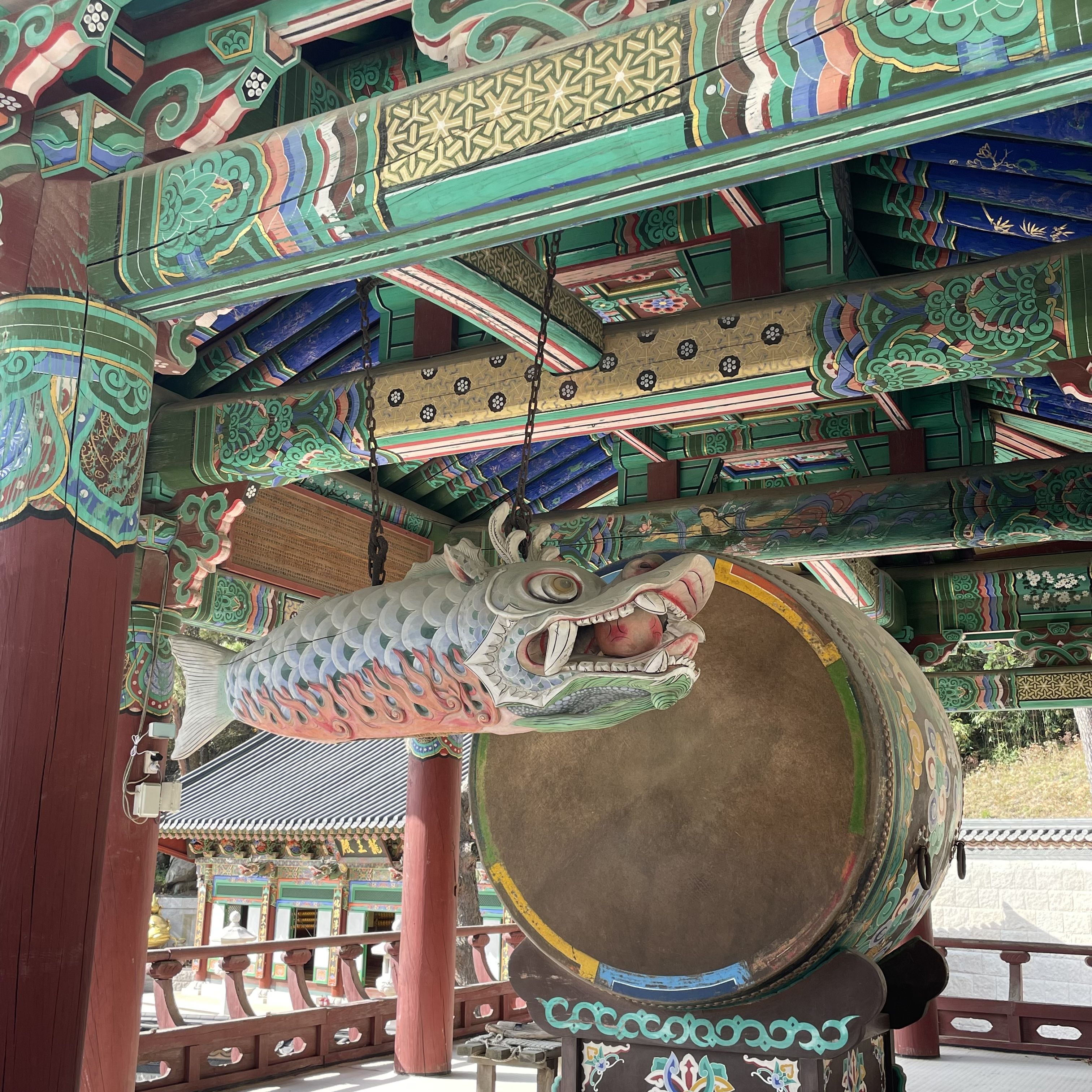
보문사의 목어와 법고

목어(木魚)는 대한민국, 중국, 일본, 베트남 불교에서 쓰는 악기로, 호른보스텔-작스 분류로는 몸울림악기에 들어간다. 목어를 작게 만든 것이 목탁(木鐸)이다.

## 이름
- 한국어: 목어(木魚, 실물 크기), 목탁(木鐸, 작은 크기)
- 표준 중국어: 무위(중국어: 木鱼)
- 일본어: 모쿠요(일본어: もくぎょ)
- 베트남어: 모(베트남어: mõ)
- 만주어: 토크시투(toksitu; 만주어: ᡨᠣᡴᠰᡳᡨᡠ)